# Galileo Galilei
Galileo di Vincenzo Bonaiuti de' Galilei (tiếng Ý: [ɡaliˈlɛːo ɡaliˈlɛi]; phiên âm tiếng Việt: Ga-li-lê; sinh ngày 15 tháng 2 năm 1564 – mất ngày 8 tháng 1 năm 1642), cũng thường được gọi ngắn gọn là Galileo, là một nhà thiên văn học, nhà vật lý, nhà toán học và nhà triết học người Ý, đóng vai trò quan trọng trong cuộc cách mạng khoa học. Các thành tựu của ông gồm những cải tiến cho kính thiên văn, các quan sát thiên văn sau đó và ủng hộ Chủ nghĩa Copernicus. Galileo được gọi là "cha đẻ của việc quan sát thiên văn học hiện đại", "cha đẻ của vật lý hiện đại", "cha đẻ của khoa học" và "cha đẻ của khoa học hiện đại." Stephen Hawking đã từng nhận xét về Galileo rằng: "Galileo, có lẽ hơn bất kỳ một người riêng biệt nào, chịu trách nhiệm về sự khai sinh khoa học hiện đại."
Sự chuyển động của các vật thể tăng tốc đều, được dạy ở hầu hết trong các khóa học về vật lý của các trường trung học và cao đẳng, đã được Galileo nghiên cứu trong chủ đề về chuyển động học. Những đóng góp của ông trong thiên văn học quan sát gồm việc xác nhận các tuần của Sao Kim bằng kính thiên văn, phát hiện bốn vệ tinh lớn nhất của Sao Mộc, được đặt tên là các vệ tinh Galileo để vinh danh ông, và sự quan sát và phân tích vết đen Mặt Trời. Galileo cũng làm việc trong khoa học và công nghệ ứng dụng, cải tiến thiết kế la bàn.
Sự ủng hộ của Galileo dành cho thuyết nhật tâm của Nicolaus Copernicus đã gây tranh cãi trong đời ông. Quan điểm địa tâm đã là thống trị từ thời Aristoteles, và sự tranh cãi nảy sinh sau khi Galileo trình bày thuyết nhật tâm như một minh chứng khiến Giáo hội Công giáo Rôma cấm tuyên truyền nó như một sự thực đã được chứng minh, vì nó chưa thể chứng minh được khi có nhiều giới hạn ở thời điểm ấy và cũng trái ngược với cách giải nghĩa Kinh Thánh phổ biến đương thời. Theo lệnh của Tòa án dị giáo Rôma, Galileo cuối cùng buộc phải từ bỏ thuyết nhật tâm của mình và bị quản thúc tại gia cho tới khi qua đời.

## Cuộc đời
Galileo sinh tại Pisa (khi ấy là một phần của Lãnh địa công tước Firenze), Italia, con cả trong số sáu người con của Vincenzo Galilei, một người chơi đàn luýt và nhà lý luận âm nhạc nổi tiếng, và Giulia Ammannati. Bốn trong số sáu người con sống qua tuổi sơ sinh, và người con út Michelangelo (hay Michelagnolo) trở thành một người chơi đàn luýt và nhà soạn nhạc nổi tiếng.
Tên đầy đủ của Galileo là Galileo di Vincenzo Bonaiuti de' Galilei. Khi ông lên 8, gia đình ông chuyển tới Firenze, nhưng ông ở lại cùng Jacopo Borghini trong hai năm. Sau đó ông đi học tại Tu viện Camaldolese ở Vallombrosa, 35 km phía đông nam Firenze. Dù khi còn trẻ ông nghiêm túc đi theo con đường tu sĩ, nhưng ông cũng theo học y tại Đại học Pisa theo yêu cầu của cha mình. Ông không hoàn thành khoá học, mà thay vào đó nghiên cứu toán học. Năm 1589, ông được chỉ định làm giáo sư toán tại Pisa. Năm 1591 cha ông mất và ông được giao phó việc chăm lo người em trai Michelagnolo. Năm 1592, ông tới Đại học Padua, dạy địa lý, cơ khí, và thiên văn học cho tới năm 1610. Trong giai đoạn này Galileo đã thực hiện những khám phá quan trọng trong cả khoa học lý thuyết (ví dụ, chuyển động học và thiên văn học) và khoa học ứng dụng (ví dụ, sức bền vật liệu, cải tiến kính thiên văn). Các chủ đề ông quan tâm bao gồm cả nghiên cứu chiêm tinh, mà ở thời tiền hiện đại được xem là liên quan với việc nghiên cứu toán học và thiên văn học.
Dù là một tín đồ sùng đạo của Giáo hội Công giáo Rôma, Galileo có ba đứa con ngoài giá thú với Marina Gamba. Họ có hai con gái, Virginia sinh năm 1600 và Livia sinh năm 1601, và một con trai, Vincenzo, sinh năm 1606. Vì là con ngoài giá thú, ông cho rằng các cô con gái của mình không thể lập gia đình. Tương lai duy nhất của họ là tôn giáo. Cả hai cô gái đều được gửi tới nhà dòng kín San Matteo ở Arcetri và sống trọn đời ở đó. Virginia lấy tên Maria Celeste khi khấn dòng. Bà mất ngày 2 tháng 4 năm 1634, và được chôn cất cùng Galileo tại Basilica di Santa Croce di Firenze. Livia lấy tên Arcangela và chịu nhiều đau ốm trong suốt cuộc đời. Vincenzo sau này được hợp pháp hoá và cưới Sestilia Bocchineri.
Năm 1610, Galileo xuất bản một cuốn sách về các quan sát thiên văn của mình với các vệ tinh của Sao Mộc, sử dụng quan sát này để ủng hộ lý thuyết nhật tâm của Copernicus chống lại thuyết địa tâm Ptolemaeus và các lý thuyết của Aristoteles. Năm sau đó, Galileo tới thăm Roma để chứng minh kính viễn vọng của mình trước các nhà triết học và toán học của Học viện Dòng Tên Rôma (Collegio Romano), và để họ tự thấy bằng mắt mình sự thực về bốn vệ tinh của Sao Mộc. Khi ở Roma ông cũng trở thành một thành viên của Accademia dei Lincei.
Năm 1612, xuất hiện sự chống đối thuyết nhật tâm của vũ trụ mà Galileo ủng hộ. Năm 1614, từ bục giảng kinh của Vương cung thánh đường Santa Maria Novella, linh mục Tommaso Caccini (1574–1648) lên án các ý kiến của Galileo về sự chuyển động của Trái Đất, cho rằng chúng là nguy hiểm và gần với sự dị giáo. Galileo tới Roma để bảo vệ mình trước những cáo buộc đó, nhưng, vào năm 1616, hồng y Roberto Bellarmino đích thân khiển trách Galileo bắt ông không được ủng hộ cũng như giảng dạy lý thuyết thiên văn học Copernicus. Trong năm 1621 và 1622, Galileo đã viết cuốn sách đầu tiên của mình, Người thí nghiệm (Il Saggiatore), được phê duyệt và cho phát hành năm 1623. Năm 1630, ông quay lại Roma để xin giấy phép in cuốn Đối thoại về hai Hệ thống Thế giới, được xuất bản tại Firenze năm 1632. Tuy nhiên, vào tháng 10 năm ấy, ông bị bắt phải ra trước Thánh bộ Giáo lý Đức tin ở Roma.
Sau một phiên xử của Giáo hoàng, theo đó ông bị nghi ngờ là dị giáo, Galileo bị quản thúc tại gia và các hoạt động của ông bị Giáo hoàng kiểm soát. Từ năm 1634 trở về sau, ông sống tại ngôi nhà thôn quê ở Arcetri, bên ngoài Firenze. Ông bị mù hoàn toàn năm 1638 và bị chứng thoát vị và mất ngủ đầy đau đớn, vì thế ông được cho phép tới Firenze chữa bệnh. Ông tiếp tục tiếp khách cho tới năm 1642, trước khi qua đời vì sốt và chứng đánh trống ngực.

## Các nghiên cứu khoa học
Galileo đã có những đóng góp cơ bản cho khoa học về chuyển động bằng cách kết hợp sáng tạo giữa toán học và thực nghiệm.. Một đặc trưng nữa của khoa học thời bấy giờ là các nghiên cứu định tính của William Gilbert về điện và từ tính. Cha của Galileo, Vincenzo Galilei, một nghệ sĩ đàn luýt kiêm nhà lý luận âm nhạc, đã tiến hành các thực nghiệm thiết lập nên hệ thức phi tuyến tính có thể được xem là cổ xưa nhất trong vật lý học: đối với một dây đàn dược kéo căng, cao độ sẽ biến thiên theo căn bậc hai của độ căng. Những quan sát này dựa trên nền tảng trước đó của Pythagoras và những người theo thuyết của ông trong lĩnh vực âm nhạc, họ cũng đồng thời là những người chế tạo nhạc cụ, đó là: chia nhỏ dây đàn theo một số nguyên thì sẽ tạo ra một thang âm hài hoà. Như vậy, trong một chừng mực nào đó, toán học đã có một mối quan hệ lâu đời với vật lý và âm nhạc, và Galileo trẻ tuổi đã nhận thấy những quan sát của cha mình được khai triển dựa trên truyền thống đó..
Có lẽ Galileo là người đầu tiên phát biểu một cách rõ ràng rằng các quy luật của tự nhiên đều liên quan đến toán học. Trong cuốn Il Saggiatore (Người Thí nghiệm) ông viết "Triết học được viết trong cuốn sách lớn này, vũ trụ... Nó được viết bằng ngôn ngữ của toán học, ký tự của nó là những hình tam giác, hình tròn, và các đường hình học khác...". Những phân tích toán học của ông là sự phát triển của một truyền thống đã được các nhà triết học tự nhiên kinh viện sử dụng từ trước, Galileo đã học lý luận đó khi ông nghiên cứu triết học. Bất chấp việc ông nỗ lực trung thành với Giáo hội Công giáo, giữ vững lập trường của mình với các kết quả thực nghiệm, và cả những giải nghĩa chân thực nhất mà những thực nghiệm đó đưa ra, kết quả vẫn là sự bác bỏ của những nhà cầm quyền với sự trung thành mù quáng với giáo lý và cả triết học khi xem xét các vấn đề khoa học. Xét trên diện rộng, điều này đã thúc đẩy việc tách khoa học ra khỏi triết học và tôn giáo; một bước ngoặt trong tư duy của nhân loại.
Với những tiêu chuẩn thời đó, Galileo vẫn luôn sẵn sàng thay đổi quan điểm theo những quan sát đạt được của mình. Nhà triết học đồng thời cũng là một nhà khoa học hiện đại, Paul Feyerabend, cũng từng lưu ý đến những khía cạnh được cho là sai trong phương pháp luận của Galileo nhưng ông cũng chỉ ra rằng phương pháp của Galileo, với những kết quả đã đưa ra, vẫn có thể đúng so với khoa học thời kì trước. Phần lớn công việc chính của Feyerabend, Against Method (1975), được dành cho những phân tích của Galileo, ông sử dụng nghiên cứu thiên văn của Galileo như một mẫu nghiên cứu để hỗ trợ cho nghiên cứu của ông về sự hỗn loạn trong các phương pháp nghiên cứu khoa học. Ông viết: 'Những người theo thuyết của Aristoteles... đòi hỏi sự hỗ trợ của kinh nghiệm trước đó trong khi những người theo thuyết của Galileo thì lại bằng lòng với những lý thuyết đa chiều, không chắc chắn và bị bác bỏ một phần. Tôi không phê phán họ nhưng tôi vẫn ủng hộ câu nói của Niels Bohr "Chỉ điên thì không đủ" '. Để công bố những thực nghiệm của mình, Galileo đã phải thiết lập các tiêu chuẩn về độ dài và thời gian, để các phép đo vào những ngày khác nhau và trong các phòng thí nghiệm khác nhau có thể được so sánh trong cùng một khuôn mẫu.
Galileo thể hiện một sự đánh giá tiến bộ phi thường vế mối quan hệ đúng đắn giữa toán học, vật lý lý thuyết và vật lý thực nghiệm. Ông hiểu biết về các parabol, về mặt tiết diện conic lẫn về mặt toạ độ. Galileo xác định thêm rằng parabol là quỹ đạo lý thuyết lý tưởng đối với những vật được bắn ra, chuyển động nhanh dần đều mà không có ma sát hay bất cứ lực cản nào. Galileo thừa nhận rằng lý thuyết này chỉ có giá trị giới hạn, về mặt lý thuyết thì quỹ đạo phóng một vật phóng có kích thước tương tự với Trái Đất không thể là parabol, nhưng ông vẫn cho rằng đối với khoảng cách lên tới phạm vi của tầm pháo trong thời của ông, quỹ đạo parabol của một vật phóng bị lệch không đáng kể.. Thứ ba, ông nhận ra rằng dữ liệu thực nghiệm của ông sẽ không bao giờ giống một cách chính xác với bất kỳ biểu thức lý thuyết hoặc toán học nào vì sự thiếu chính xác của các phép đo, sự ma sát, và các yếu tố khác.
Theo Stephen Hawking, Galileo là người ảnh hưởng nhiều nhất đối với sự ra đời của khoa học hiện đại hơn bất kỳ người nào khác. Albert Einstein gọi ông là cha đẻ của khoa học hiện đại.

## Thiên văn học

### Đóng góp

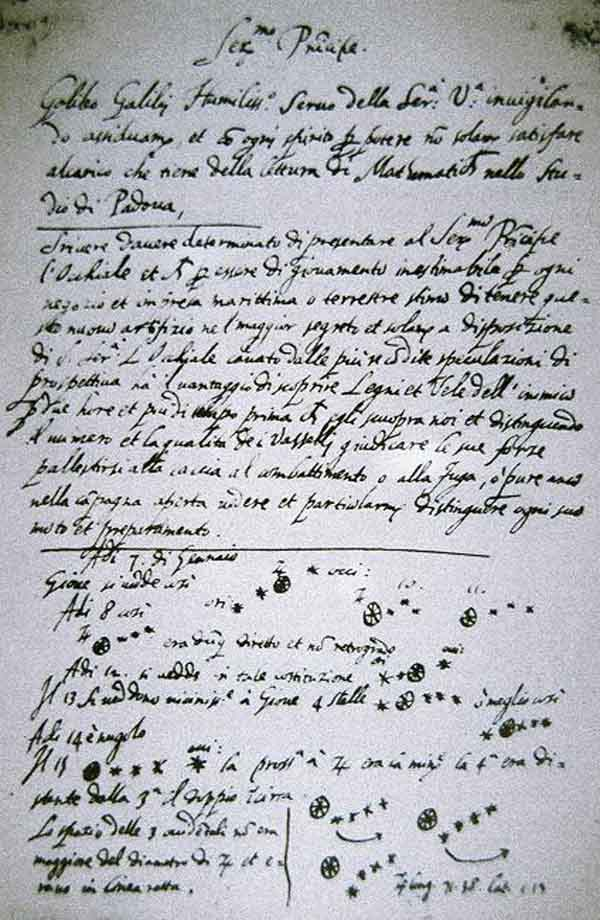
Chính trên trang giấy này Galileo lần đầu tiên ghi chú một sự quan sát các vệ tinh của Sao Mộc. Quan sát này đánh đổ quan niệm rằng mọi thiên thể phải quay quanh Trái Đất. Galileo đã xuất bản sự miêu tả đầy đủ trong Sidereus Nuncius tháng 3 năm 1610

Các tuần của Sao Kim, quan sát bởi Galileo năm 1610

Chỉ dựa vào một số miêu tả không chính xác về chiếc kính viễn vọng thực tế đầu tiên, do Hans Lippershey người Hà Lan phát minh năm 1608, Galileo, trong năm sau đó, đã làm một chiếc kính viễn vọng có độ phóng đại 3×, và sau này làm những chiếc khác có độ phóng đại lên tới 30×. Với thiết bị đã được cải tiến này ông có thể thấy các hình ảnh phóng đại, thẳng đứng trên Trái Đất – cái mà hiện được biết là kính viễn vọng Trái Đất, hay kính thiên văn nhỏ. Ông cũng có thể sử dụng nó để quan sát bầu trời; trong một thời gian ông là một trong những người chế tạo các kính thiên văn đủ tốt cho mục đích đó. Ngày 25 tháng 8 năm 1609, ông trưng bày chiếc kính viễn vọng đầu tiên của mình trước những nhà lập pháp Venezia. Công việc chế tạo kính thiên văn của ông còn có tác dụng phụ mang lại khá nhiều tiền khi các lái buôn thấy nó hữu ích cho các chuyến đi biển và đi buôn của họ. Ông đã xuất bản các quan sát thiên văn học bằng kính viễn vọng đầu tiên của mình vào tháng 3 năm 1610 trong một chuyên luận ngắn có nhan đề Sidereus Nuncius (Sứ giả sao).
Ngày 7 tháng 1 năm 1610, Galileo quan sát bằng kính viễn vọng của mình cái ông miêu tả ở thời gian đó là "ba định tinh, hoàn toàn không nhìn thấy được bởi chúng quá nhỏ", tất cả nằm gần Sao Mộc và thẳng hàng qua nó. Những quan sát vào các đêm sau đó cho thấy các vị trí của các "ngôi sao" đó liên quan tới Sao Mộc đang thay đổi theo một cách khiến chúng có thể là không giải thích được nếu đó thực sự là các định tinh. Ngày 10 tháng 1, Galileo ghi chú rằng một trong số chúng đã biến mất, một quan sát mà ông cho rằng nó đã bị Sao Mộc che khuất. Trong vài ngày ông đã kết luận rằng chúng quay quanh Sao Mộc: Ông đã khám phá ra bốn vệ tinh lớn nhất của Sao Mộc: Io, Europa, Callisto và Ganymede. Ông phát hiện ra vệ tinh thứ tư, Ganymede, ngày 13 tháng 1. Galileo đặt tên cho bốn vệ tinh ông đã phát hiện ra là những ngôi sao Medici, để vinh danh người bảo trợ tương lai của ông, Cosimo II de' Medici, Đại Công tước Toscana, và ba người anh em của Cosimo. Tuy nhiên, các nhà thiên văn học sau này đổi tên chúng thành các vệ tinh Galileo để vinh danh ông.
Một hành tinh với các hành tinh nhỏ hơn quay quanh nó không thích hợp với các nguyên tắc của Thiên văn học Aristoteles, cho rằng mọi thiên thể phải quay quanh Trái Đất, và nhiều nhà thiên văn học và triết học ban đầu đã từ chối tin rằng Galileo đã phát hiện ra một vật như thế.
Galileo tiếp tục quan sát các vệ tinh trong mười tám tháng sau đó, và tới giữa năm 1611 ông đã có nhiều ước tính chính xác về các chu kỳ của chúng—một kỳ công mà Kepler đã cho rằng không thể thực hiện.
Từ tháng 9 năm 1610, Galileo quan sát thấy Sao Kim có đủ các tuần tương tự như Mặt Trăng. Mô hình nhật tâm của hệ mặt trời được Nicolaus Copernicus phát triển tiên đoán rằng tất cả các pha phải được quan sát thấy bởi Sao Kim quay quanh Mặt trời sẽ khiến phần được chiếu sáng của nó quay về phía Trái Đất khi nó ở phía đối diện của Mặt trời và quay đi khi nó ở cùng phía với Trái Đất. Trái lại, mô hình địa tâm của Ptolemaeus dự đoán rằng chỉ trăng lưỡi liềm và các tuần mới mới có thể được quan sát, bởi Sao Kim được cho là nằm giữa Mặt Trời và Trái Đất khi nó quay quanh Trái Đất. Các quan sát của Galileo về các tuần của Sao Kim chứng minh rằng nó quay quanh Mặt trời và là bằng chứng ủng hộ (nhưng không chứng minh cho) mô hình nhật tâm. Tuy nhiên, bởi nó bác bỏ mô hình hành tinh hoàn toàn địa tâm của Ptolemaeus, dường như nó là quan sát có tính quyết định khiến đa số cộng đồng khoa học thế kỷ XVII quay sang ủng hộ các mô hình nhật-địa tâm (tất cả các hành tinh chuyển động xung quanh Mặt trời nhưng Mặt trời quay quanh Trái Đất) và địa tâm như các mô hình Tycho và Capella, và vì thế được cho là quan sát thiên văn quan trọng nhất của Galileo.
Galileo cũng quan sát Sao Thổ, và ban đầu nhầm lẫn các vành đai của nó là các hành tinh, cho rằng nó là hệ ba vật thể. Khi ông quan sát hành tinh ở thời điểm sau này, các vành đai của Sao Thổ hướng trực tiếp về phía Trái Đất, khiến ông cho rằng hai vật thể đã biến mất. Các vành đai tái xuất hiện khi ông quan sát hành tinh năm 1616, càng khiến ông bối rối.
Galileo là một trong những người châu Âu đầu tiên quan sát các đốm mặt trời, dù Kepler đã không chủ tâm quan sát một đốm năm 1607, nhưng nhầm lẫn cho rằng đó là một sự lướt qua của Sao Thủy. Ông cũng tái giải thích một quan sát đốm mặt trời từ thời Charlemagne, mà trước kia được gán cho (không có khả năng) một lần lướt qua của Sao Thủy. Sự tồn tại của các đốm mặt trời cho thấy một khó khăn khác trong sự hoàn hảo không thể thay đổi của các tầng trời do vật lý thiên thể chính thống Aristoteles đặt ra, nhưng những lần lướt qua có chu kỳ đều của nó cũng xác nhận dự đoán trong cơ học thiên thể Aristoteles của Kepler trong tác phẩm Astronomia Nova (Thiên văn Mới) năm 1609 của ông rằng mặt trời quay, đây là tiên đoán đúng đầu tiên của vật lý thiên thể thời hậu mặt cầu. Và những biến đổi hàng năm trong các chuyển động của các đốm mặt trời, do Francesco Sizzi và những người khác khám phá năm 1612–1613, cung cấp một bằng chứng mạnh chống lại cả hệ Ptolemaeus và hệ địa-nhật tâm của Tycho Brahe. Vì các biến đổi theo mùa bác bỏ mọi mô hình hành tinh địa tĩnh không chuyển động địa chất như mô hình địa tâm hoàn toàn của Ptolemaeus và mô hình địa-nhật tâm của Tycho theo đó Mặt trời quay quanh Trái Đất hàng ngày, vì thế sự thay đổi phải xuất hiện hàng ngày. Nhưng nó có thể giải thích được bằng các hệ thống quay địa chất như mô hình địa-nhật tâm bán Tycho của Longomontanus, các mô hình địa-nhật tâm của Capella và mở rộng của Capella với một sự chuyển động quay hàng ngày của Trái Đất, và mô hình nhật tâm hoàn toàn. Một cuộc tranh cãi về sự ưu tiên trong việc khám phá các đốm mặt trời, và sự giải thích chúng, khiến Galileo rơi vào một sự thù hằn kéo dài và cay đắng với thầy tu dòng Tên Christoph Scheiner; trên thực tế, có ít nghi ngờ rằng cả hai người trong số họ đã bị đánh bại bởi David Fabricius và con trai ông Johannes, tìm kiếm việc xác nhận tiên đoán của Kepler về chuyển động của Mặt trời. Scheiner nhanh chóng chấp nhận đề xuất năm 1615 của Kepler về thiết kế kính thiến văn hiện đại, cho độ phóng đại lớn hơn nhưng hình ảnh bị lộn ngược; Galileo rõ ràng không thay đổi thiết kế của Kepler.
Galileo là người đầu tiên thông báo về các ngọn núi và hố va chạm trên Mặt Trăng, mà ông cho sự hiện diện của nó bởi các kiểu mẫu sáng và tối trên bề mặt Mặt Trăng. Thậm chí ông còn ước tính chiều cao của các ngọn núi từ các quan sát đó. Điều này dẫn ông tới kết luận rằng Mặt Trăng là "xù xì và không bằng phẳng, và giống như chính bề mặt của Trái Đất," chứ không phải là một mặt cầu hoàn hảo như Aristoteles đã tuyên bố. Galileo quan sát Ngân hà, trước đó được cho là một tinh vân, và thấy rằng nó là tập hợp những ngôi sao trong một vùng quá đặc khiến nó trông như một đám mây từ Trái Đất. Ông định vị nhiều ngôi sao khác quá xa để có thể thấy bằng mắt thường. Galileo cũng quan sát Sao Hải Vương năm 1612, nhưng không nhận thấy rằng nó là một hành tinh và không có chú ý đặc biệt đến nó. Trong cuốn sổ ghi chép của ông nó xuất hiện như một ngôi sao tối không đáng chú ý.

### Tranh cãi về các sao chổi vàNgười thí nghiệm
Năm 1619, Galileo bị lôi cuốn vào một cuộc tranh cãi với Cha Orazio Grassi, giáo sư toán học tại Collegio Romano dòng Tên. Nó bắt đầu như một cuộc tranh cãi về tính chất của các sao chổi, nhưng tới khi Galileo đã xuất bản Il Saggiatore (Người Thí nghiệm) năm 1623, sự bảo lưu cuối cùng của ông trong cuộc tranh cãi, nó đã trở thành một cuộc tranh cãi lớn hơn về trạng thái tự nhiên của chính Khoa học. Bởi Il Saggiatore có chứa những ý tưởng của Galileo và việc Khoa học cần phải được thực nghiệm như thế nào, nó đã bị coi là sự thể hiện khoa học của ông.
Đầu năm 1619, linh mục Grassi ẩn danh xuất bản một cuốn sách mỏng, De tribus cometis anni MDCXVIII disputatio astronomica (Một tranh cãi thiên văn về ba sao chổi của năm 1618), bàn cãi về trạng thái của một sao chổi đã xuất hiện hồi cuối tháng 11 năm trước. Grassi đã kết luận rằng sao chổi là một vật thể bùng cháy chuyển động dọc theo một đoạn của một vòng tròn lớn ở một khoảng cách xa từ Trái Đất, và rằng nó nằm ở ngoài xa Mặt Trăng.
Những lý lẽ và kết luận của Grassi đã bị chỉ trích trong một bài viết sau đó, Discorso Delle Comete (Bài thuyết trình về các sao chổi), được xuất bản dưới cái tên của một trong những học trò của Galileo, một luật sư người Firenze tên là Mario Guiducci, dù phần lớn nó do chính Galileo viết. Galileo và Guiducci không đưa ra lý thuyết xác định của họ về trạng thái của các sao chổi, dù họ quả thực có trình bày một số phỏng đoán không quả quyết mà hiện chúng ta biết là không chính xác.
Trong đoạn mở đầu Bài thuyết trình, Galileo và Guiducci vô cớ xúc phạm thầy tu dòng Tên Christoph Scheiner, và có nhiều lưu ý xúc phạm tới các giáo sư của Học viện Roma trong cả tác phẩm. Những tu sĩ Dòng Tên bị xúc phạm, và Grassi nhanh chóng trả lời bằng một luận văn ngắn có tính luận chiến của mình, Libra astronomica ac philosophica (Sự cân bằng Thiên văn và Triết học), dưới bút danh Lothario Sarsio Sigensano, ngụ ý là một trong những học sinh của ông.
Il Saggiatore là câu trả lời có tính bác bỏ của Galileo với Cân bằng thiên văn. Nó được mọi người coi là một kiệt tác của văn học luận chiến, trong đó những lý lẽ của "Sarsi" là đối tượng bị khinh thường. Nó được đón chào với nhiều sự ca ngợi, và đặc biệt làm hài lòng vị Giáo hoàng mới là Urbanô VIII, người được đề tặng cho cuốn sách này.
Cuộc tranh cãi của Galileo với Grassi đã khiến nhiều tu sĩ Dòng Tên từng có thiện cảm với các ý tưởng của ông trở nên xa lánh, và Galileo cùng những người bạn của mình tin rằng những tu sĩ Dòng Tên đó chịu trách nhiệm gây ra cuộc kết tội ông sau này. Tuy nhiên, bằng chứng cho điều này là đáng nghi ngờ.

### Galileo, Kepler và các giả thiết thủy triều
Năm 1615, hồng y Bellarmino đã viết rằng hệ thống Copernicus không thể được bảo vệ nếu không có "một minh chứng vật lý thực sự rằng Mặt Trời không quay quanh Trái Đất mà là Trái Đất quay quanh Mặt Trời". Galileo xem xét lý thuyết của ông về thủy triều để cung cấp bằng chứng vật lý cần thiết cho chuyển động của Trái Đất. Lý thuyết này quá quan trọng với Galileo tới mức ban đầu ông dự định đặt tên cuốn Dialogo sopra i due massimi sistemi del mondo (Đối thoại về hai hệ thống thế giới chính) là Dialogo sopra il flusso e reflusso del mare (Đối thoại về thủy triều và dòng chảy của biển). Với Galileo, thủy triều được gây ra bởi sự chuyển động tiến lùi của nước trong các biển khi một điểm trên bề mặt Trái Đất tăng tốc và giảm tốc vì chuyển động quay của Trái Đất quanh trục của nó và chuyển động xung quanh Mặt Trời. Galileo đã cho truyền bá những quan sát đầu tiên của mình về thủy triều năm 1616, chuyển tới hồng y Orsini.
Nếu lý thuyết này là đúng, thì chỉ có một lần thủy triều cao trong ngày. Galileo và những người đương thời với ông biết về sự không chính xác này bởi có hai lần thủy triều cao hàng ngày tại Venezia chứ không phải một, khoảng 12 tiếng một lần. Galileo cho sự bất thường này như kết quả của nhiều nguyên nhân thứ hai, gồm hình dạng của biển, độ sâu, và các yếu tố khác. Chống lại sự quyết đoán rằng Galileo dối trá khi đưa ra những lý lẽ đó, Albert Einstein đã đưa ra quan điểm rằng Galileo đã phát triển "các lý lẽ mê hoặc" của mình và chấp nhận chúng mà không phê phán chỉ là vì ý muốn có bằng chứng vật lý cho chuyển động của Trái Đất.
Galileo đã coi ý tưởng của một người cùng thời với ông là Johannes Kepler rằng Mặt Trăng gây ra thủy triều là "điều tưởng tượng vô nghĩa". Galileo cũng từ chối chấp nhận các quỹ đạo elíp của các hành tinh do Kepler đưa ra, coi vòng tròn là hình dạng "hoàn hảo" cho quỹ đạo chuyển động của các hành tinh.

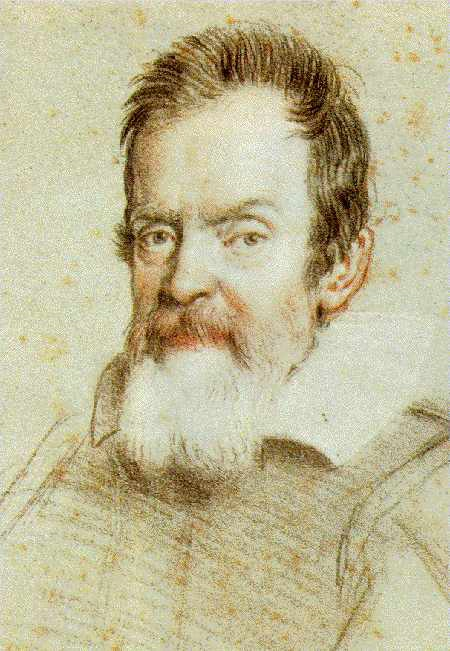
Galileo Galilei. Chân dung vẽ bằng bút chì màu của Leoni.

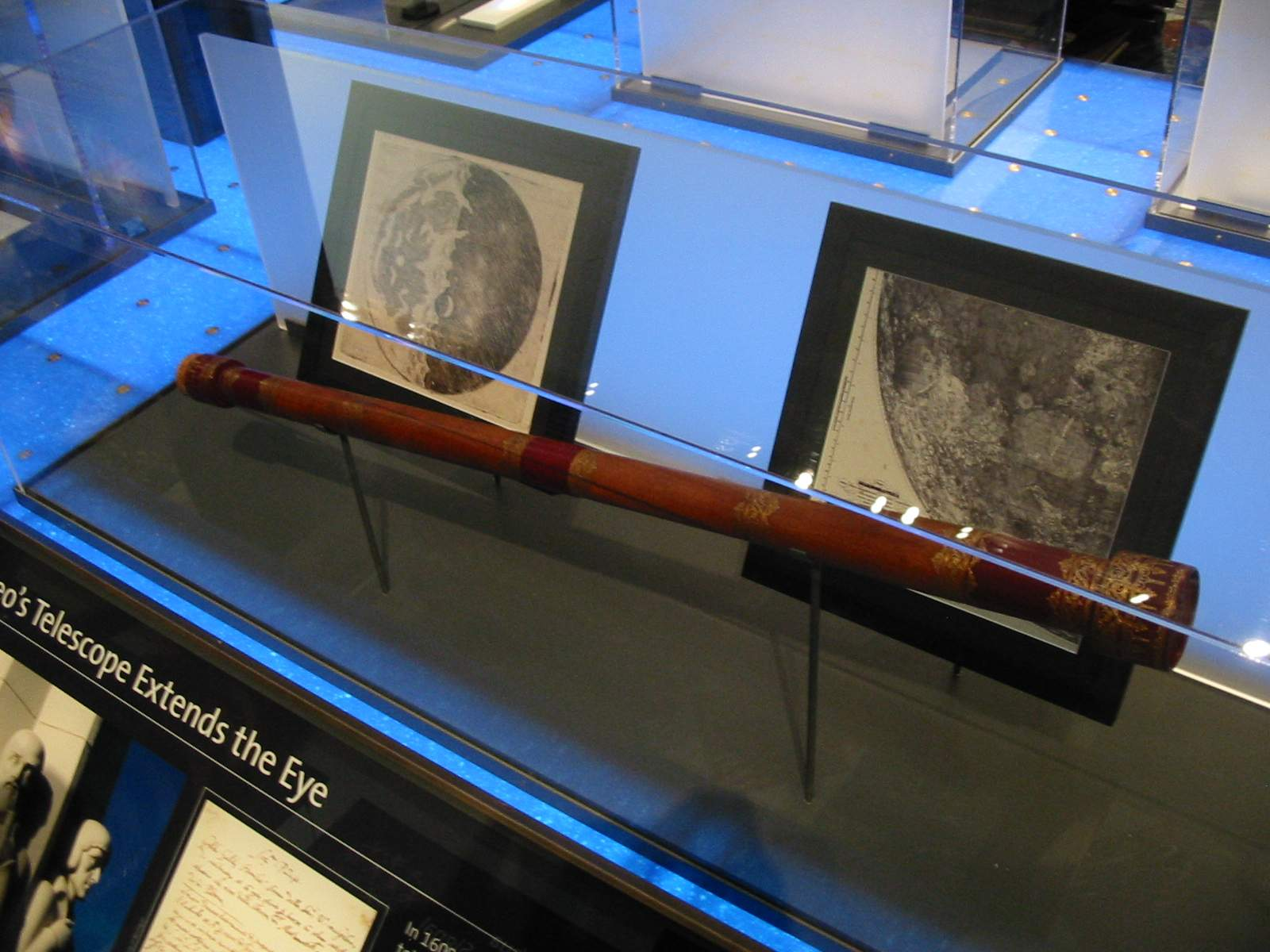
Một bản sao của kính viễn vọng đầu tiên được cho là của Galileo Galilei, được trưng bày tại Đài thiên văn Griffith.

## Công nghệ
Galileo đã có những đóng góp vào cái hiện nay được gọi là công nghệ, phân biệt rõ khỏi vật lý thuần tuý, và đề xuất nhiều thứ khác. Điều này không giống với sự phân biệt của Aristoteles, ông coi mọi vật lý của Galileo là techne hay tri thức hữu ích, trái ngược với episteme, hay sự xem xét theo quan điểm triết học đối với các nguyên nhân của sự vật. Trong giai đoạn 1595–1598, Galileo sáng chế và cải tiến một La bàn Địa lý và Quân sự thích hợp sử dụng cho các pháo thủ và những người vẽ bản đồ. Đây là việc cải tiến các thiết bị đã được thiết kế trước đó của Niccolò Tartaglia và Guidobaldo del Monte. Với các pháo thủ, ngoài một cách mới và an toàn hơn để nâng độ chính xác của pháo, nó còn cung cấp một cách tính toán nhanh chóng lượng thuốc súng cho các viên đạn pháo ở các kích thước và vật liệu khác nhau. Như một công cụ địa lý, nó cho phép xây dựng một hình đa giác đều bất kỳ, tính toán diện tích bất kỳ phần nào của hình đa giác hay hình tròn, và thực hiện nhiều tính toán khác. Năm 1593, Galileo chế tạo một nhiệt kế, sử dụng sự giãn nở và co lại của không khí trong một bóng đèn để di chuyển nước vào trong một ống gắn bên cạnh.
Năm 1609, Galileo cùng với Thomas Harriot người Anh và những người khác, là những người đầu tiên sử dụng một kính viễn vọng khúc xạ như dụng cụ để quan sát các ngôi sao, hành tinh hay các vệ tinh. Cái tên "kính viễn vọng" (telescope) được đặt cho dụng cụ của Galileo bởi một nhà toán học Hy Lạp, Giovanni Demisiani, tại một bữa ăn được tổ chức năm 1611 bởi Hoàng tử Federico Cesi biến Galileo thành một thành viên trong Accademia dei Lincei của ông. Cái tên xuất phát từ từ tiếng Hy Lạp tele = 'xa' và skopein = 'nhìn'. Năm 1610, ông đã sử dụng một kính viễn vọng ở cự ly gần để phóng đại các phần của những con côn trùng. Tới năm 1624 ông đã hoàn thiện một kính hiển vi phức hợp. Ông trao một thiết bị đó cho hồng y Zollern vào tháng 5 năm ấy để giới thiệu với Công tước Bayern, và vào tháng 9 ông gửi một chiếc khác cho Hoàng tử Cesi. Những thành viên của Accademia dei Lincei lại đóng một vai trò trong việc đặt tên "kính hiển vi" (microscopea) một năm sau đó khi một thành viên của viện Giovanni Faber đặt tên cho sáng chế của Galileo từ từ tiếng Hy Lạp μικρόν (micron) có nghĩa "nhỏ", và σκοπεῖν (skopein) có nghĩa "để nhìn vào". Từ này được dự định cho giống với "kính viễn vọng". Những hình vẽ các côn trùng được thực hiện nhờ một trong những kính hiển vi của Galileo, và được xuất bản năm 1625, dường như là tài liệu rõ ràng đầu tiên về việc sử dụng một kính hiển vi phức hợp.

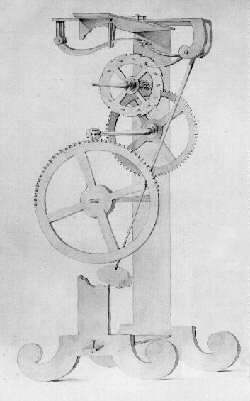
Galileo Pendulum Clock

Năm 1612, sau khi đã xác định được các chu kỳ quỹ đạo của các vệ tinh Sao Mộc, Galileo đề xuất rằng với sự hiểu biết đủ chính xác về quỹ đạo của chúng một người có thể sử dụng các vị trí của chúng như một chiếc đồng hồ vũ trụ, và điều này có thể xác định kinh độ. Ông đã bỏ nhiều thời gian làm việc về vấn đề này trong phần còn lại cuộc đời mình; nhưng các vấn đề thực tế rất khó giải quyết. Phương pháp lần đầu áp dụng thành công là của Giovanni Domenico Cassini năm 1681 và sau đó được sử dụng nhiều trong các cuộc điều tra đất đai lớn; ví dụ, phương pháp này đã được Lewis and Clark sử dụng cho hoa tiêu trên biển, nơi mà các quan sát thiên văn bằng kính viễn vọng khó đạt được độ chính xác, vấn đề kinh độ cuối cùng đòi hỏi sự phát triển một đồng hồ hàng hải mang theo được, như thiết bị của John Harrison.
Trong năm cuối đời mình, khi đã mù hoàn toàn, ông thiết kế một cơ cấu hồi cho một chiếc đồng hồ quả lắc, một mô hình véctơ của nó có thể được thấy tại đây. Chiếc đồng hồ quả lắc thực tế hoạt động đầu tiên do Christiaan Huygens chế tạo thập niên 1650. Galilei đã phác thảo nhiều phát minh, như một ngọn nến và một chiếc gương để phản chiếu ánh sáng xuyên quan một ngôi nhà, một máy nhặt khoai tây tự động, một chiếc lược bỏ túi gấp lại được như một đồ ăn, và một thứ dường như là một chiếc bút bi.

## Vật lý

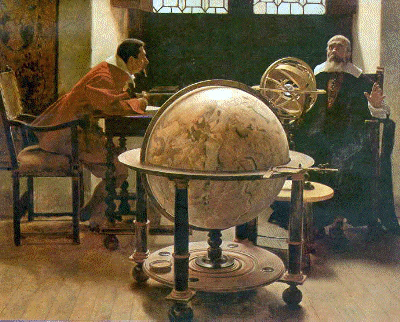
Galileo e Viviani, 1892, Tito Lessi

Công trình lý thuyết và thực nghiệm của Galileo về chuyển động của các thiên thể, cùng với công trình phần lớn độc lập của Kepler và René Descartes, là sự khởi đầu của cơ học cổ điển được Isaac Newton phát triển.
Một tiểu sử do học trò của Galileo Vincenzo Viviani nói rằng Galileo đã thả những quả bóng bằng cùng vật liệu, nhưng có trọng lượng khác nhau, từ Tháp nghiêng Pisa để chứng minh rằng thời gian rơi của chúng không phụ thuộc vào trọng lượng. Điều này trái ngược với điều Aristoteles đã dạy: rằng các vật thể nặng rơi nhanh hơn các vật thể nhẹ, liên quan trực tiếp tới trọng lượng. Tuy câu chuyện đã được kể lại nhiều lần, không có lời nào nói rằng chính Galileo đã làm một thực nghiệm như vậy, và nói chung các nhà sử học tin rằng nó hầu như chỉ là một thực nghiệm ý tưởng không diễn ra trong thực tế.
Trong cuốn Discorsi năm 1638 của mình nhân vật Salviati của Galileo được mọi người coi là người phát ngôn của ông, đã cho rằng mọi trọng lượng khác biệt, sẽ rơi với cùng tốc độ tuyệt đối trong chân không. Nhưng điều này trước đó đã được Lucretius đề cập tới và cả Simon Stevin. Salviati cũng cho rằng có thể chứng minh bằng thực nghiệm điều này bằng cách so sánh các chuyển động đu đưa trong không khí với những quả lắc chì hay bần có trọng lượng khác nhau nhưng có kích thước tương tự nhau.
Galileo đã đề xuất rằng một vật thể rơi sẽ rơi với gia tốc đồng nhất, khi sức cản của môi trường mà nó đang rơi trong đó là không đáng kể, hay trong trường hợp giới hạn sự rơi của nó xuyên qua chân không. Ông cũng xuất phát từ định luật động học chính xác cho khoảng cách đã được đi qua trong một gia tốc đồng nhất bắt đầu từ sự nghỉ, có nghĩa nó tỷ lệ với bình phương của thời gian ( d ∝ t 2 ). Tuy nhiên, cả hai trường hợp những khám phá đó mới hoàn toàn ở mức sơ khởi. Định luật bình phương thời gian cho sự thay đổi gia tốc đồng nhất đã được Nicole Oresme biết tới từ thế kỷ XIV, và Domingo de Soto, ở thế kỷ XVI, cho rằng các vật thể rơi qua một môi trường đồng nhất sẽ có gia tốc đồng nhất Galileo đã thể hiện định luật bình phương thời gian bằng các giải thích hình học và các từ toán học chính xác, so với các tiêu chuẩn của thời ấy. (Những người khác thể hiện lại định luật theo các thuật ngữ đại số). Ông cũng kết luận rằng các vật thể duy trì chuyển động của chúng trừ khi một lực — thường là ma sát — tác động vào chúng, bác bỏ lý thuyết nói chung được chấp nhận của Aristoteles rằng các vật thể "tất nhiên" giảm tốc độ và dừng lại trừ khi một lực tác động vào chúng (các ý tưởng triết học liên quan tới quán tính đã được Ibn al-Haytham và Jean Buridan đề xuất từ nhiều thế kỷ trước, và Joseph Needham, Mặc Tử đã đề xuất nó từ nhiều thế kỷ trước nữa, nhưng đây là lần đầu tiên nó được trình bày ở dạng toán học, được kiểm chứng trong thực tế, và đưa ra ý tưởng lực ma sát, sự đột phá quan trọng trong đánh giá quán tính). Nguyên tắc quán tính của Galileo nói: "Một vật thể chuyển động trên một bề mặt phẳng sẽ tiếp tục duy trì hướng và tốc độ trừ khi bị tác động." Nguyên tắc này đã được tích hợp vào trong Các định luật về chuyển động của Newton (định luật thứ nhất).

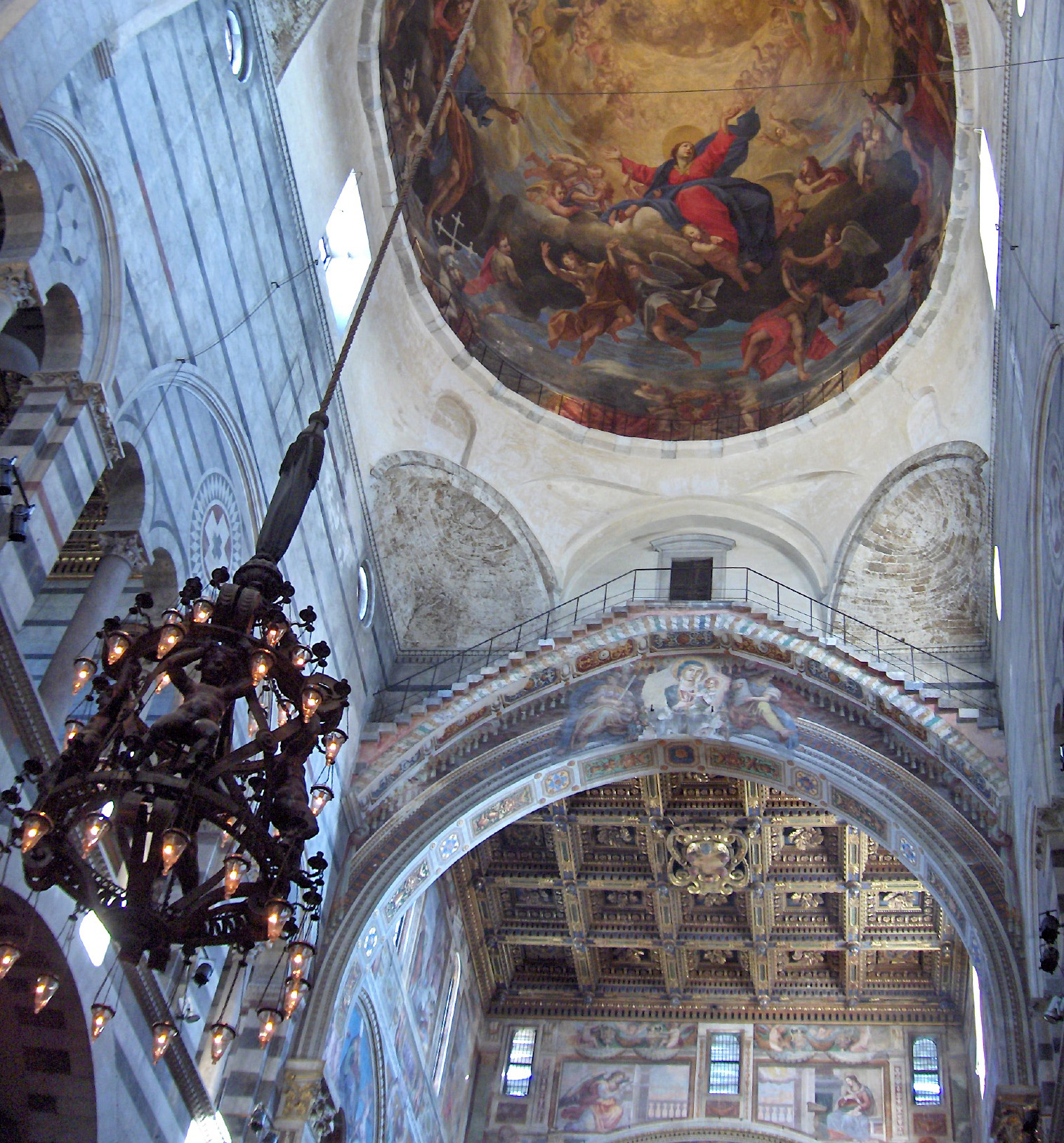
Vòm thánh đường Pisa với cây "đèn của Galileo"

Galileo cũng tuyên bố (không chính xác) rằng một sự đu đưa của con lắc luôn mất cùng khoảng thời gian, độc lập với biên độ. Có nghĩa, một con lắc đơn giản là đẳng thời. Nói chung mọi người tin rằng ông đi đến kết luận này khi quan sát sự đua đưa của ngọn đèn chùm trong thánh đường Pisa, đo thời gian của nó theo mạch của mình. Tuy nhiên dường như ông không tiến hành thực nghiệm bởi tuyên bố là đúng chỉ với những sự đu đưa rất nhỏ như Christian Huygens đã khám phá ra. Con trai của Galileo, Vincenzo, đã phác thảo một chiếc đồng hồ dựa trên các lý thuyết của cha mình năm 1642. Chiếc đồng hồ này không bao giờ được chế tạo bởi những sự đu đưa lớn bởi cái hồi nghiêng của nó, sẽ là một chiếc đồng hồ tồi. (Xem Kỹ thuật bên trên.)
Năm 1638 Galileo đã miêu tả một phương pháp thực nghiệm để đo vận tốc ánh sáng bằng cách bố trí hai người quan sát, mỗi người cầm một đèn lồng có cửa che, quan sát đèn của nhau ở một khoảng cách. Người quan sát đầu tiên mở cửa sập ở cây đèn của mình, và người thứ hai, ngay khi thấy ánh sáng, lập tức mở cửa sập ở cây đèn của mình. Thời gian giữa lúc người quan sát đầu tiên mở cửa sập và quan sát thấy ánh sáng từ cây đèn của người quan sát thứ hai cho thấy khoảng thời gian ánh sáng cần để đi tiến lùi giữa hai người quan sát. Galileo đã thông báo rằng khi ông thử nó ở một khoảng cách chưa tới một dặm, ông không thể xác định liệu ánh sáng có xuất hiện đồng thời hay không. Trong một khoảng thời gian giữa khi Galileo qua đời và năm 1667, các thành viên của Accademia del Cimento Firenze đã lặp lại thực nghiệm ở khoảng cách khoảng một dặm và có được kết quả tương tự.
Galileo được cho là một trong những người đầu tiên hiểu được tần số âm thanh. Bằng cách cào một cái đục ở những tốc độ khác nhau, ông kết nối độ cao thấp của âm thanh tạo ra do chiếc đục, một cách đo tần số.
Trong cuốn Đối thoại năm 1632 của mình Galileo đã trình bày một lý thuyết vật lý về thủy triều, dựa trên chuyển động của Trái Đất. Nếu chính xác, nó sẽ là một lý lẽ mạnh cho sự chuyển động thực tế của Trái Đất. Trên thực tế, cái tên ban đầu của cuốn sách miêu tả nó như một cuộc đối thoại về thủy triều; đoạn nói về thủy triều đã bị loại bỏ theo lệnh của Toà án dị giáo. Lý thuyết của ông là cái nhìn đầu tiên vào tầm quan trọng của các hình dạng vịnh biển ảnh hưởng trên kích cỡ và thời gian thủy triều; ví dụ, ông đã tính toán chính xác các đợt thủy triều nhỏ ở giữa dọc theo Biển Adriatic so với các đợt thủy triều ở hai đầu cuối. Tuy nhiên, nếu là một sự tính toán tổng thể về nguyên nhân thủy triều, lý thuyết của ông là sai lầm. Kepler và những người khác đã chính xác khi liên kết Mặt Trăng với những ảnh hưởng trên thủy triều, dựa trên dữ liệu kinh nghiệm, tuy nhiên một lý thuyết vật lý thực sự về thủy triều chỉ xuất hiện với Newton.
Galileo cũng đưa ra nguyên tắc căn bản của tương đối, rằng các định luật của vật lý là như nhau trong bất kỳ hệ thống nào đang chuyển động ở một tốc độ không đổi theo một đường thẳng, không cần biết tới tốc độ và hướng. Vì thế, không có chuyển động tuyệt đối hay sự nghỉ tuyệt đối. Nguyên tắc này cung cấp nền tảng căn bản cho các định luật về chuyển động của Newton và là trung tâm của thuyết tương đối của Einstein.

## Toán học

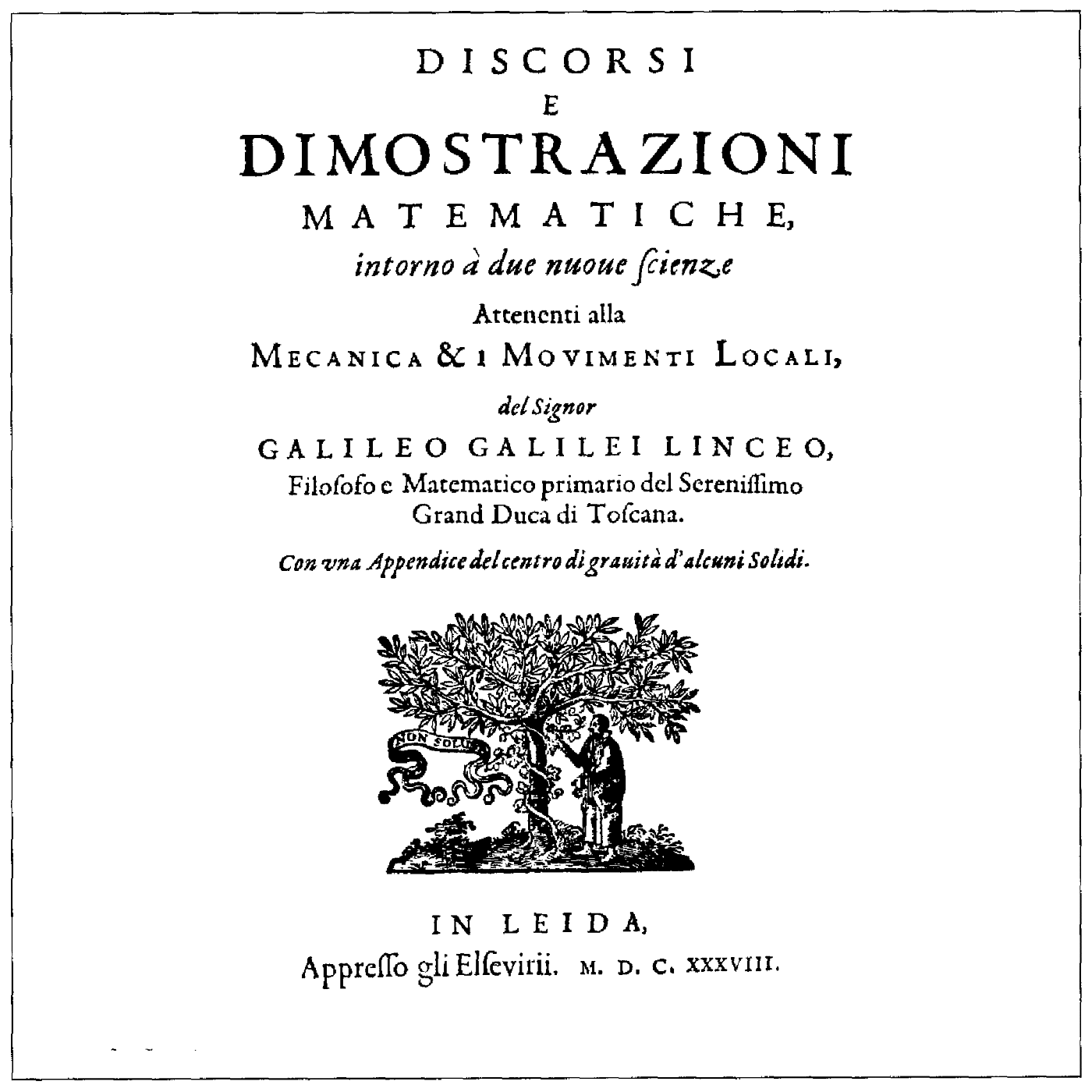
Cuốn sách "Hai khoa học mới" năm 1638 của Galileo

Trong khi việc áp dụng toán học vào vật lý thực nghiệm của Galileo có tính đột phá, các phương pháp toán học của ông là phương pháp tiêu chuẩn của thời kỳ ấy. Sự phân tích và các bằng chứng dựa nhiều trên lý thuyết về tỷ lệ của Eudoxus, như đã được trình bày trong cuốn sách thứ năm của Các nguyên lý Euclid. Lý thuyết này chỉ có được một thế kỷ trước đó, nhờ các bản dịch chính xác của Tartaglia và những người khác; nhưng cuối đời Galileo nó trở thành lạc hậu bởi các phương pháp đại số của Descartes.
Galileo đã tạo ra một phần nguyên thủy và thậm chí một công trình mang tính tiên tri trong toán học: nghịch lý Galileo, thể hiện rằng có nhiều bình phương hoàn hảo khi có tổng thể các con số, thậm chí đa số các con số không phải là những bình phương hoàn hảo. Điều dường như trái ngược này đã được giải quyết 250 năm sau trong công trình của Georg Cantor.

## Tranh cãi với Giáo hội

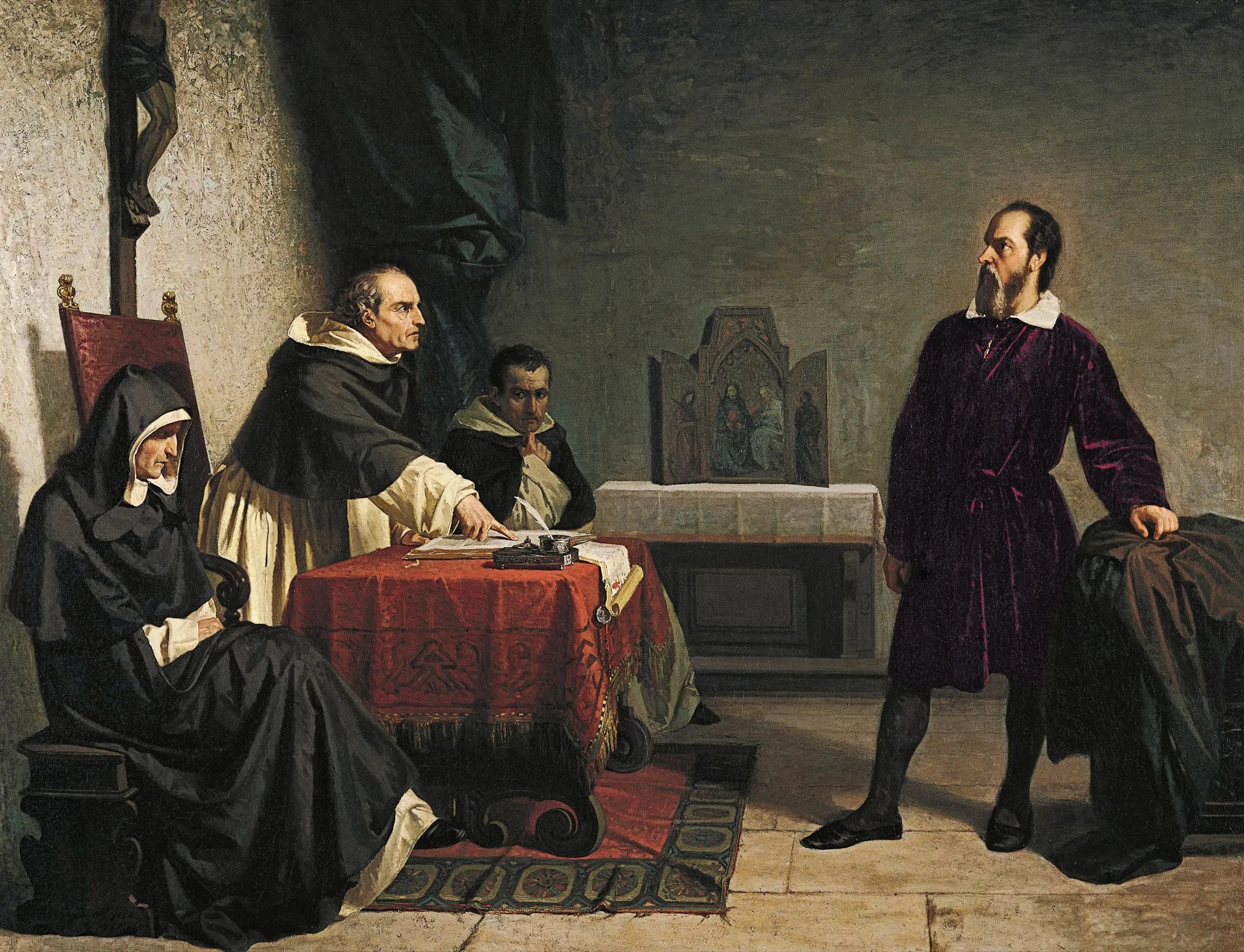
Bức tranh Galileo đối mặt với Toà án dị giáo La Mã năm 1857 của Cristiano Banti

Tham khảo Thánh Vịnh 93:1, Thánh Vịnh 96:10, và 1 Sử biên niên 16:30 trong Kinh Thánh Kitô giáo Tây phương (dựa trên bản dịch của Nhóm Phiên dịch Các giờ kinh Phụng vụ) có đoạn nói rằng: "Chúa thiết lập Địa Cầu, Địa Cầu không lay chuyển". Cũng trong đoạn Thánh Vịnh 104:5 nói, "Chúa lập Địa Cầu trên nền vững, không chuyển lay muôn thuở muôn đời!". Hơn nữa, Sách Giảng viên 1:5 viết rằng: "Mặt trời mọc rồi lặn; mặt trời vội vã ngả xuống nơi nó đã mọc lên" v.v..
Galileo đã bảo vệ thuyết nhật tâm, và tuyên bố rằng nó không trái ngược với các đoạn Kinh Thánh đó. Ông lấy quan điểm của Augustinô về Kinh Thánh: không hiểu mọi đoạn theo nghĩa đen, đặc biệt khi Kinh Thánh bị nghi ngờ là cuốn sách về thơ và các bài hát, chứ không phải là một cuốn sách chỉ dẫn hay lịch sử. Những người viết Kinh Thánh đã viết từ quan điểm của thế giới Trái Đất, và từ quan điểm đó mặt trời mọc và lặn. Tuy nhiên Galileo đã công khai đặt nghi vấn sự đáng tin cậy trong đoạn Sách Giôsua 10:13 nói: "Mặt Trời liền dừng lại, Mặt Trăng lập tức đứng lại, cho đến khi dân đã trị tội các địch thù", có nghĩa là Mặt Trời và Mặt Trăng đã bị ra lệnh ngừng chuyển động để cho phép người Israel giành chiến thắng.
Tới năm 1616 những cuộc tấn công vào Galileo đã lên tới đỉnh điểm, và ông tới Roma để tìm cách thuyết phục Giáo hội không ngăn cấm các ý tưởng của ông. Cuối cùng, hồng y Bellarmino, theo các chỉ thị của Toà án dị giáo, ra lệnh cho ông "không tin hay bảo vệ" ý tưởng rằng Trái Đất di chuyển và Mặt Trời đứng yên ở trung tâm. Chỉ thị không ngăn cản Galileo thảo luận các lý thuyết nhật tâm (vì thế duy trì một sự chia rẽ bên ngoài giữa khoa học và giáo hội). Trong nhiều năm tiếp theo Galileo đứng ngoài cuộc tranh cãi. Ông tiếp tục dự án của mình khi viết một cuốn sách về chủ đề này, được khuyến khích bởi sự lên ngôi của hồng y Barberini khi ông trở thành Giáo hoàng Urbanô VIII năm 1623. Barberini là một người bạn và là người hâm mộ Galileo, và đã phản đối cuộc kết án Galileo năm 1616. Cuốn sách, Đối thoại về Hai Hệ thống Thế giới Chính, được xuất bản năm 1632, với sự cho phép chính thức của Toà án dị giáo và Giáo hoàng.
Đích thân Giáo hoàng Urbanô VIII yêu cầu Galileo đưa ra những lý lẽ ủng hộ và chống thuyết nhật tâm trong cuốn sách, và cẩn thận không ủng hộ thuyết nhật tâm. Ông lại có một yêu cầu khác, rằng các quan điểm của riêng mình về vấn đề sẽ được đưa vào trong cuốn sách của Galileo. Chỉ yêu cầu sau cùng này được Galileo thực hiện. Không biết vô tình hay hữu ý, Simplicio, người bảo vệ quan điểm Địa tâm của Aristoteles trong Đối thoại về Hai Hệ thống Thế giới Chính, thường tự mắc vào các lỗi của chính mình và thỉnh thoảng có vẻ như một người thiểu năng. Điều này khiến Đối thoại về Hai Hệ thống Thế giới Chính có vẻ là một cuốn sách cổ vũ; một cuộc tấn công vào hệ địa tâm của Aristoteles và bảo vệ lý thuyết của Copernicus. Nguy hại hơn, Galileo đã đặt các lời lẽ của Giáo hoàng Urbanô VIII vào miệng Simplicio. Đa số các nhà sử học đồng ý rằng Galileo hành động một cách không chủ ý và bị cô lập trước phản ứng với cuốn sách của mình. Tuy nhiên, Giáo hoàng không xem nhẹ sự nhạo báng bị nghi ngờ đó. Galileo đã mất một trong những người ủng hộ lớn và quyền uy nhất của mình, và bị gọi tới Rôma để bảo vệ những điều ông đã viết.
Với việc để mất nhiều người ủng hộ tại Rôma vì cuốn Đối thoại về Hai Hệ thống Thế giới Chính, Galileo bị gọi ra trước toà vì nghi ngờ dị giáo năm 1633. Phán quyết của Toà án dị giáo nằm trong ba phần chính:
- Galileo bị xác định "rất nghi ngờ về dị giáo", nói rõ là đã tin vào các ý kiến rằng Mặt Trời nằm im ở trung tâm vũ trụ, rằng Trái Đất không phải trung tâm vũ trụ và chuyển động, rằng một người có thể tin vào và bảo vệ một ý kiến coi nó là đúng sau khi nó đã bị tuyên bố là trái ngược với Kinh Thánh linh thiêng. Ông bị yêu cầu "từ bỏ, nguyền rủa và ghê tởm" các ý kiến đó.[97]
- Ông bị ra lệnh bỏ tù; phán quyết này sau đó được đổi thành quản thúc tại gia.
- Cuốn Đối thoại của ông bị cấm; và trong một hành động không được công bố tại phiên xử, việc xuất bản mọi tác phẩm của ông bị cấm, gồm cả những tác phẩm ông có thể viết trong tương lai.[98]

Theo truyền thuyết dân gian, sau khi công khai từ bỏ lý thuyết của ông rằng Trái Đất quay quanh Mặt Trời, Galileo được cho là đã thì thầm câu mang tính chống đối sau: Dù sao nó vẫn chuyển động, nhưng không có bằng chứng rằng thực tế ông đã nói câu đó hay một thứ gì khác như thế. Lời kể đầu tiên về việc này xuất hiện một thế kỷ sau khi ông mất.
Sau một giai đoạn thân thiết với Ascanio Piccolomini (Tổng giám mục Siena), Galileo được cho phép quay trở lại ngôi nhà của ông tại Arcetri gần Firenze, nơi ông sống nốt phần đời trong tình trạng bị quản thúc, và nơi ông cuối cùng bị mù hoàn toàn. Chính khi bị quản thúc Galileo đã dành trọn thời gian cho một trong những tác phẩm tốt nhất của ông, Hai Khoa học Mới. Ở đây ông đã tóm tắt công việc mà mình đã làm trong khoảng bốn mươi năm, về hai khoa học hiện được gọi là động học và sức bền vật liệu. Cuốn sách này nhận được sự đánh giá cao từ Albert Einstein. Nhờ tác phẩm này, Galileo thường được gọi là "người cha của vật lý hiện đại".
Galileo mất ngày 8 tháng 1 năm 1642 ở tuổi 77. Đại Công tước Toscana, Ferdinando II, muốn chôn cất ông trong tòa nhà chính của Vương cung thánh đường Santa Croce di Firenze, gần lăng mộ của cha ông và các tổ tiên khác, và dựng một lăng mộ bằng đá hoa để vinh danh ông. Tuy nhiên, các kế hoạch này đã bị loại bỏ, sau khi Giáo hoàng Urbanô VIII và cháu của mình hồng y Francesco Barberini phản đối. Thay vào đó ông được chôn cất trong một căn phòng nhỏ bên cạnh nhà nguyện của những tu sĩ mới ngay cuối một hành lang từ gian bên phía nam của vương cung thánh đường tới phòng để đồ thờ. Ông được chôn lại trong phòng chính của vương cung thánh đường năm 1737 sau khi một đài kỷ niệm đã được dựng ở đó để vinh danh ông.
Lệnh cấm in lại các tác phẩm của Galileo của Toà án dị dáo được dỡ bỏ năm 1718 khi có giấy phép cho phép xuất bản các tác phẩm của ông (ngoại trừ cuốn Đối thoại đã bị lên án) tại Firenze. Năm 1741 Giáo hoàng Biển Đức XIV cho phép xuất bản một bộ hoàn chỉnh các tác phẩm khoa học của Galileo gồm một phiên bản không bị kiểm duyệt nhiều của Đối thoại. Năm 1758 lệnh cấm chung với các tác phẩm ủng hộ thuyết nhật tâm của ông bị dỡ bỏ trong Danh mục sách cấm xuất bản, dù lệnh cấm rõ ràng về các phiên bản chưa được kiểm duyệt của cuốn Đối thoại và cuốn Về chuyển động quay của Copernicus vẫn còn lại. Tất cả dấu vết về sự phản đối chính thức với hệ nhật tâm của Giáo hội biến mất năm 1835 khi các tác phẩm này cuối cùng được loại khỏi danh mục.
Năm 1939, trong bài nói chuyện đầu tiên trước Viện hàn lâm Khoa học Giáo hoàng được một vài tháng sau khi được bầu lên vị trí Giáo hoàng, Giáo hoàng Piô XII đã miêu tả Galileo là một trong số "các anh hùng táo bạo nhất trong nghiên cứu ... không sợ hãi trước những trở ngại và nguy hiểm khi thực hiện công việc, cũng không mù quáng tuân theo những vĩ nhân thời trước" Cố vấn thân cận của ông trong 40 năm, Giáo sư Robert Leiber đã viết: "Piô XII đã rất cẩn thận để không đóng bất kỳ cánh cửa nào một cách vội vã (với khoa học). Ông là người nhiệt tâm về vấn đề này và đã hối tiếc về nó trường hợp của Galileo."
Ngày 15 tháng 2 năm 1990, trong một bài phát biểu tại Đại học Sapienza Roma, Hồng y Ratzinger (sau này trở thành Giáo hoàng Biển Đức XVI) đã dẫn ra một số quan điểm hiện tại về vụ Galileo như nguyên nhân hình thành cái mà ông gọi là "một trường hợp có tính triệu chứng cho phép chúng ta thấy sự tự nghi ngờ của thời đại hiện đại, của khoa học và công nghệ ngày nay đi sâu tới mức nào." Một số quan điểm ông trích dẫn là các quan điểm của nhà triết học Paul Feyerabend, người mà ông cho rằng đã nói "Giáo hội ở thời điểm của Galileo tuân theo lý lẽ mạnh hơn chính Galileo, và giáo hội cũng xem xét các hậu quả đạo đức và xã hội của các bài giảng của Galileo. Tuyên bố của giáo hội chống lại Galileo là dựa trên lý trí và chính xác và việc xem xét lại phán quyết đó chỉ công bằng khi dựa trên nền tảng của thời điểm chính trị." Hồng y không nói rõ liệu ông đồng ý hay không đồng ý với các ý kiến của Feyerabend. Tuy nhiên, ông đã nói: "Sẽ là điên rồ khi thực hiện một lời xin lỗi bốc đồng trên cơ sở của những quan điểm đó".
Ngày 30 tháng 11 năm 1992, Giáo hoàng Gioan Phaolô II đã thể hiện sự hối tiếc về cách vụ Galileo được phán xét, và chính thức công nhận rằng Trái Đất không đứng yên, như kết quả của một cuộc nghiên cứu do Viện Văn hoá Giáo hoàng tiến hành. Tháng 3 năm 2008, Vatican đề nghị hoàn thành việc phục hồi cho Galileo bằng cách dựng một bức tượng ông bên trong những bức tường thành Vatican. Tháng 12 cùng năm, trong các sự kiện kỷ niệm lần thứ 400 những quan sát thiên văn bằng kính viễn vọng sớm nhất của Galileo, Giáo hoàng Biển Đức XVI đã ca ngợi những đóng góp của ông cho thiên văn học.

## Qua đời

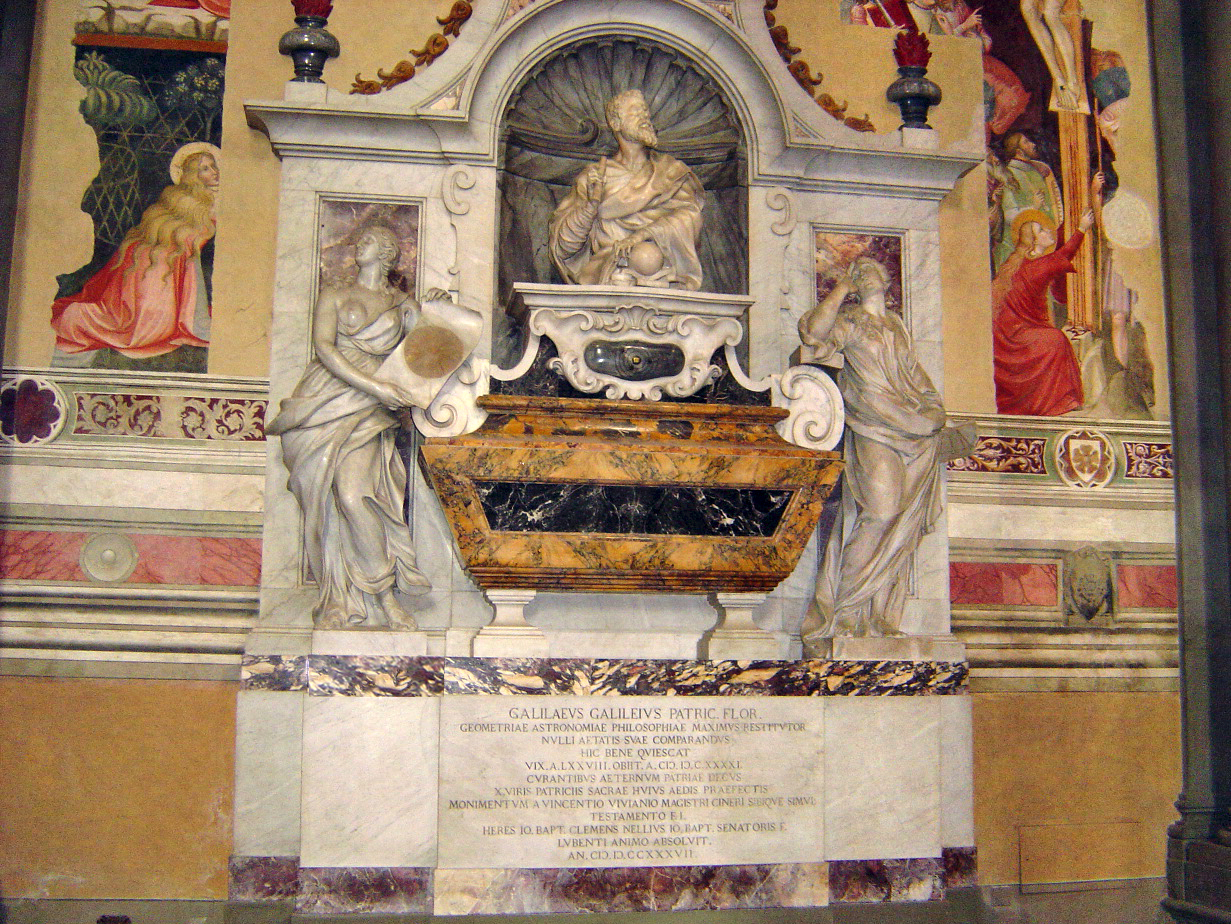
Lăng mộ của Galileo, ở Santa Croce, Firenze

Galileo tiếp tục đón tiếp khách cho đến năm 1642, sau khi bị sốt và đánh trống ngực, ông qua đời vào ngày 8 tháng 1 năm 1642, ở tuổi 77. Đại công tước Tuscany, Ferdinando II, muốn chôn cất Galileo bên trong Vương cung thánh đường Santa Croce, cạnh ngôi mộ của cha ông và tổ tiên, cũng như dựng lên một lăng mộ đá cẩm thạch để tôn vinh ông.

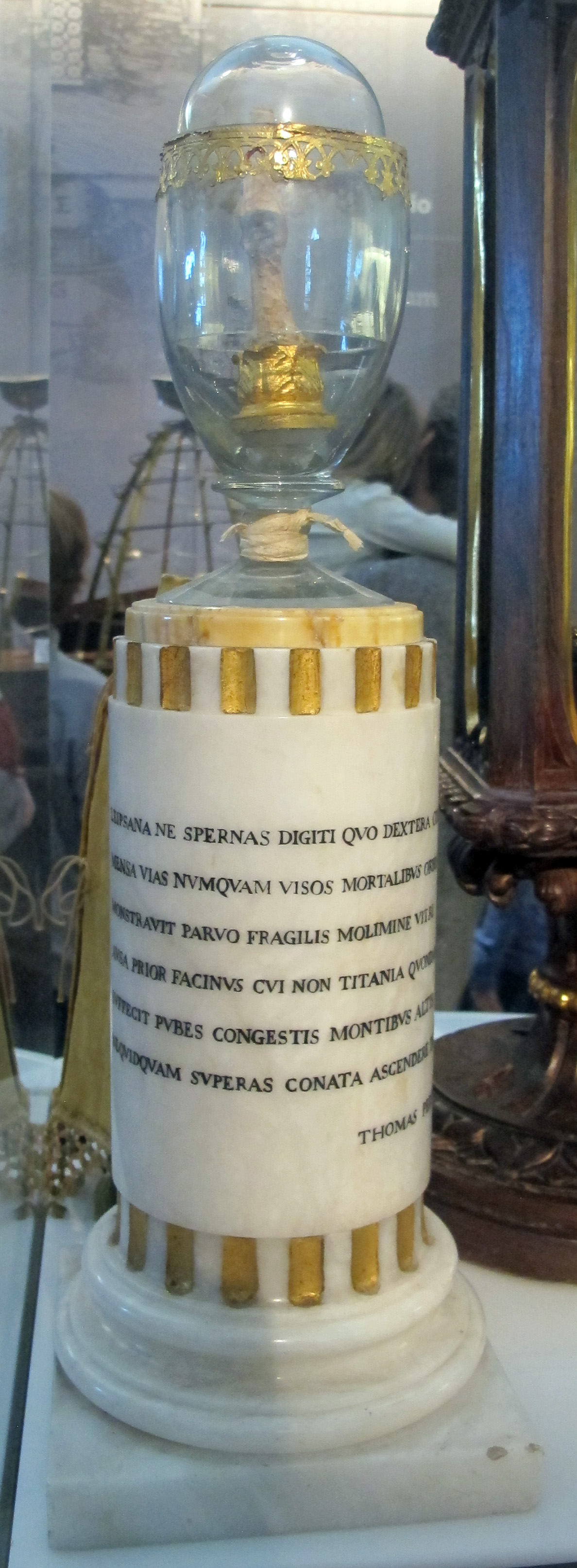
Ngón giữa bàn tay phải của Galileo

Tuy nhiên, các kế hoạch này đã bị hủy bỏ, sau khi Đức Giáo hoàng Urbanô VIII và cháu trai, Hồng y Francesco Barberini, đã phản đối, vì Galileo đã bị Giáo hội lên án, bị nghi ngờ mạnh mẽ là dị giáo. Thay vào đó ông được chôn trong một căn phòng nhỏ bên cạnh nhà nguyện ở cuối hành lang từ Thánh Đường tới Phòng Thánh. Galileo được chôn cất lại bên trong Vương cung thánh đường vào năm 1737 sau khi một tượng đài được xây dựng ở đó để tôn vinh ông. Trong lúc di chuyển này, ba ngón tay và răng đã được lấy ra khỏi phần còn lại của ông. Một trong những ngón tay này, hiện đang được trưng bày tại Bảo tàng Galileo ở Firenze, Ý.

## Các tác phẩm

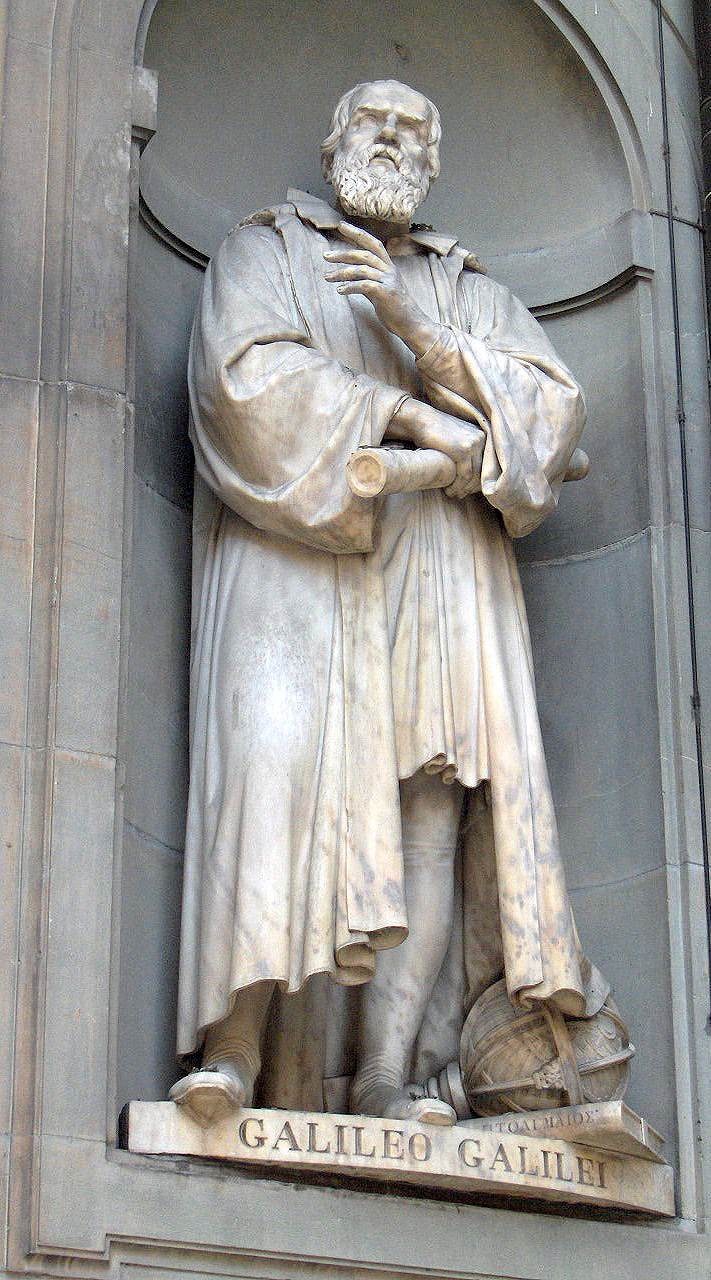
Bức tượng bên ngoài Uffizi, Firenze.

Các tác phẩm đầu tiên của Galileo miêu tả các thiết bị khoa học gồm tiểu luận năm 1586 với tiêu đề Chiếc Cân Nhỏ (La Billancetta) miêu tả một chiếc cân chính xác để cân các vật thể trong không khí hay trong nước và cuốn sách giáo khoa in năm 1606 Le Operazioni del Compasso Geometrico et Militare về hoạt động của một la bàn hình học và quân sự.
Các tác phẩm đầu tiên của ông về động lực, khoa học chuyển động và các cơ cấu là cuốn De Motu (Về Chuyển động) năm 1590 và Le Meccaniche (Cơ học) khoảng năm 1600. Cuốn đầu dựa trên động lực chất lỏng của Aristoteles-Archimedes và cho rằng tốc độ rơi hấp dẫn trong một môi trường chất lỏng tỷ lệ với số dôi của trọng lượng riêng của vật thể trong môi trường đó, theo đó trong một chân không các vật thể sẽ rơi với các tốc độ tỷ lệ với trọng lượng riêng của chúng. Nó cũng tán thành lực đẩy động lực Hipparchus-Philoponus theo đó lực đẩy là tự tiêu hao và rơi tự do trong chân không sẽ có một tính chất tốc độ cuối cùng theo trọng lượng riêng sau một giai đoạn gia tốc ban đầu.
Cuốn Sứ giả Sao (Sidereus Nuncius) năm 1610 của Galileo là chuyên luận khoa học đầu tiên được xuất bản dựa trên các quan sát được thực hiện bằng kính viễn vọng và gồm cả sự khám phá các vệ tinh Galileo. Galileo xuất bản một cuốn sách miêu tả các đốm mặt trời năm 1613 với tiêu đề Những bức thư về các Đốm mặt trời cho rằng Mặt trời và các tầng trời là không hoàn hảo. Cũng trong năm 1610 qua các quan sát bằng kính viễn vọng ông thông báo về các bướu và các pha đầy đủ của Sao Kim bác bỏ hệ địa tâm và ủng hộ sự chuyển đổi từ thiên văn học địa tâm của Ptolemaeus sang thiên văn học địa nhật tâm ở thế kỷ XVII như các mô hình hành tinh của Tycho và Capella. Năm 1615 Galileo chuẩn bị một bản viết tay được gọi là Thư gửi Đại Công tước Christina mãi tới năm 1636 mới được in. Bức thư này là một phiên bản sửa đổi của Thư gửi Castelli, bị Toà án dị giáo cho là một sự xúc phạm tới tín ngưỡng khi ủng hộ thuyết Copernicus là đúng đắn về vật lý và cho rằng nó thích hợp với Kinh thánh. Năm 1616, sau lệnh của Toà án dị giáo cấm Galileo tin vào hay bảo vệ quan điểm của Copernicus, Galileo đã viết Bài thuyết trình về thủy triều (Discorso sul flusso e il reflusso del mare) dựa trên mô hình Trái Đất của Copernicus, dưới hình thức một bức thư riêng gửi Giáo hoàng Orsini. Năm 1619, Mario Guiducci, một học sinh của Galileo, xuất bản một bài viết với hầu hết nội dung do Galileo thực hiện với tiêu đề Bài thuyết trình về các Sao chổi (Discorso Delle Comete), đưa ra lý lẽ chống lại cách diễn giải về Sao chổi của Dòng Tên.
Năm 1623, Galileo xuất bản Người thí nghiệm – Il Saggiatore, tấn công các lý thuyết dựa trên mô hình của Aristoteles và ủng hộ việc thành lập các ý tưởng khoa học dựa trên thực nghiệm và toán học. Cuốn sách rất thành công và thậm chí còn có được sự ủng hộ từ các giới chức cao cấp bên trong Giáo hội Công giáo. Sau thành công của Người thí nghiệm, Galileo xuất bản Đối thoại về Hai Hệ thống Thế giới Chính (Dialogo sopra i due massimi sistemi del mondo) năm 1632. Dù đã thận trọng để tránh vi phạm vào các điều cấm của Toà án dị giáo năm 1616, những tuyên bố trong cuốn sách ủng hộ lý thuyết Copernicus và một mô hình hệ mặt trời phi địa tâm khiến Galileo bị đưa ra xét xử và cấm xuất bản. Dù có lệnh cấm xuất bản, Galileo vẫn xuất bản cuốn Những bài thuyết trình về các Chứng minh Toán học Liên quan tới Hai Khoa học Mới (Discorsi e Dimostrazioni Matematiche, intorno a due nuove scienze) năm 1638 tại Hà Lan, bên ngoài tầm tài phán của Toà án dị giáo.
- Chiếc Cân nhỏ (1586)
- Về chuyển động (1590) [133]
- Cơ học (khoảng 1600)
- Sứ giả Sao (1610; bằng tiếng Latinh, Sidereus Nuncius)
- Những bức thư về các Đốm mặt trời (1613)
- Thư gửi Đại Công tước Christina (1615; xuất bản năm 1636)
- Thuyết trình về Thủy triều (1616; tiếng Italia, Discorso del flusso e reflusso del mare)
- Thuyết trình về Sao chổi (1619; tiếng Italia, Discorso Delle Comete)
- Người thí nghiệm (1623; tiếng Italia, Il Saggiatore)
- Đối thoại về Hai Hệ thống Thế giới Chính (1632; tiếng Italia Dialogo dei due massimi sistemi del mondo)
- Những bài Thuyết trình về các Chứng minh Toán học Liên quan tới Hai Khoa học Mới (1638; tiếng Italia, Discorsi e Dimostrazioni Matematiche, intorno a due nuove scienze)

## Di sản
Những khám phá thiên văn học và nghiên cứu trong lý thuyết của Copernicus của Galileo để lại một di sản trường cửu gồm việc phân loại bốn vệ tinh lớn của Sao Mộc do Galileo phát hiện (Io, Europa, Ganymede và Callisto) và được gọi là các vệ tinh Galileo. Các nỗ lực và nguyên tắc khoa học khác được đặt theo tên Galileo gồm tàu vũ trụ Galileo, tàu vũ trụ đầu tiên đi vào quỹ đạo quanh Sao Mộc, hệ thống định vị Galileo đã được đề xuất, sự biến đổi giữa các hệ thống quán tính trong cơ học cổ điển bao hàm sự biến đổi Galileo và Gal là một đơn vị của gia tốc không thuộc hệ SI.

Đồng xu kỷ niệm Năm Thiên văn học Quốc tế

Để trùng một phần với những quan sát thiên văn đầu tiên được ghi lại của Galileo bằng kính viễn vọng, Liên hiệp quốc đã coi năm 2009 là Năm Thiên văn học Quốc tế. Một kế hoạch toàn cầu do Hiệp hội Thiên văn Quốc tế (IAU) đặt ra, nó cũng được UNESCO — cơ quan Liên hiệp quốc chịu trách nhiệm về các vấn đề Giáo dục, Khoa học và Văn hóa, tán thành. Năm Thiên văn học Quốc tế 2009 được dự định là một ngày hội toàn cầu của thiên văn học và những đóng góp của nó vào xã hội và văn hoá, thu hút sự chú ý toàn thế giới không chỉ về thiên văn học mà còn về khoa học nói chung, với ưu tiên hướng về những người trẻ tuổi.
Nhà viết kịch Đức thế kỷ XX Bertolt Brecht đã ghi lại cuộc đời Galileo trong tác phẩm Cuộc đời Galileo của ông (1943). Cũng có một vở kịch thế kỷ XXI về cuộc đời ông.
Galileo Galilei gần đây được chọn như một motif chính cho đồng xu sưu tập có giá trị rất cao: đồng €25 đồng xu kỷ niệm Năm Thiên văn học Quốc tế, được đúc năm 2009. Đồng xu này cũng kỷ niệm sinh lần thứ 400 phát minh kính viễn vọng của Galileo. Hình trên đồng xu thể hiện một phần chân dung ông và chiếc kính viễn vọng. Phía sau là một trong những hình vẽ đầu tiên của ông về bề mặt Mặt Trăng. Trong đồng xu bạc những chiếc kính viễn vọng khác cũng được thể hiện: Kính viễn vọng Isaac Newton, đài quan sát thiên văn tại Tu viện Kremsmünster, một kính viễn vọng hiện đại, một kính viễn vọng radio và một kính viễn vọng không gian. Trong năm 2009, kính viễn vọng Galileo đường kính 50 mm cũng được bán ra với chi phí thấp và chất lượng tương đối cao phục vụ cho mục đích giáo dục.
Tên của ông cũng được đặt cho đơn vị đo Gal của gia tốc không thuộc Hệ đo lường quốc tế.